# Stefan Andersson
Stefan Andersson (ur. 13 września 1971 w Västervik) – szwedzki żużlowiec, trener oraz menadżer.

## Życiorys
Dwukrotny srebrny medalista Młodzieżowych Indywidualnych Mistrzostw Szwecji (1991, 1992). Dwukrotny uczestnik serii Grand Prix Indywidualnych Mistrzostw Świata, w latach 2001 (32. miejsce) oraz 2005 (21. miejsce) – w obu latach wystąpił w jednym eliminacyjnym turnieju jako zawodnik z "dziką kartą". Brązowy medalista Drużynowego Pucharu Świata (2002, Peterborough). Indywidualny wicemistrz Szwecji (2003, Hagfors).
W latach 1998–2006 startował w polskich klubach żużlowych: Polonia Piła (1998), Apator Toruń (1999–2000), Stal Rzeszów (2001), Wybrzeże Gdańsk (2002) i Start Gniezno (2003–2006). Największy sukces w rozgrywkach DMP odniósł w 1998 r., zdobywając z pilską Polonią tytuł wicemistrzowski.
Oprócz startów w polskich ligach, występował również w rozgrywkach w Szwecji (Smederna Eskilstuna, Piraterna Motala) i Anglii (Eastbourne Eagles).
8 maja 2013 został szkoleniowcem drużyny Lechma Start Gniezno.

## Starty w Grand Prix
| Sezon | Numer | 1   | 2   | 3   | 4   | 5   | 6     | 7   | 8   | 9     | 10 | 11 | Msc. | Pkt. |
| ----- | ----- | --- | --- | --- | --- | --- | ----- | --- | --- | ----- | -- | -- | ---- | ---- |
| 2001  | 24    | DEU | GBR | DNK | CZE | POL | SWE 4 |     |     |       |    |    | 32   | 4    |
| 2005  | 17    | EUR | SWE | SVN | GBR | DNK | CZE   | SCA | POL | ITA 5 |    |    | 21   | 5    |

| Statystyki        | Statystyki |
| ----------------- | ---------- |
| Starty            | 2          |
| Zwycięstwa        | 0          |
| Miejsca na podium | 0          |
| Finalista         | 0          |
| Punkty            | 9          |